# Engelbert Humperdinck

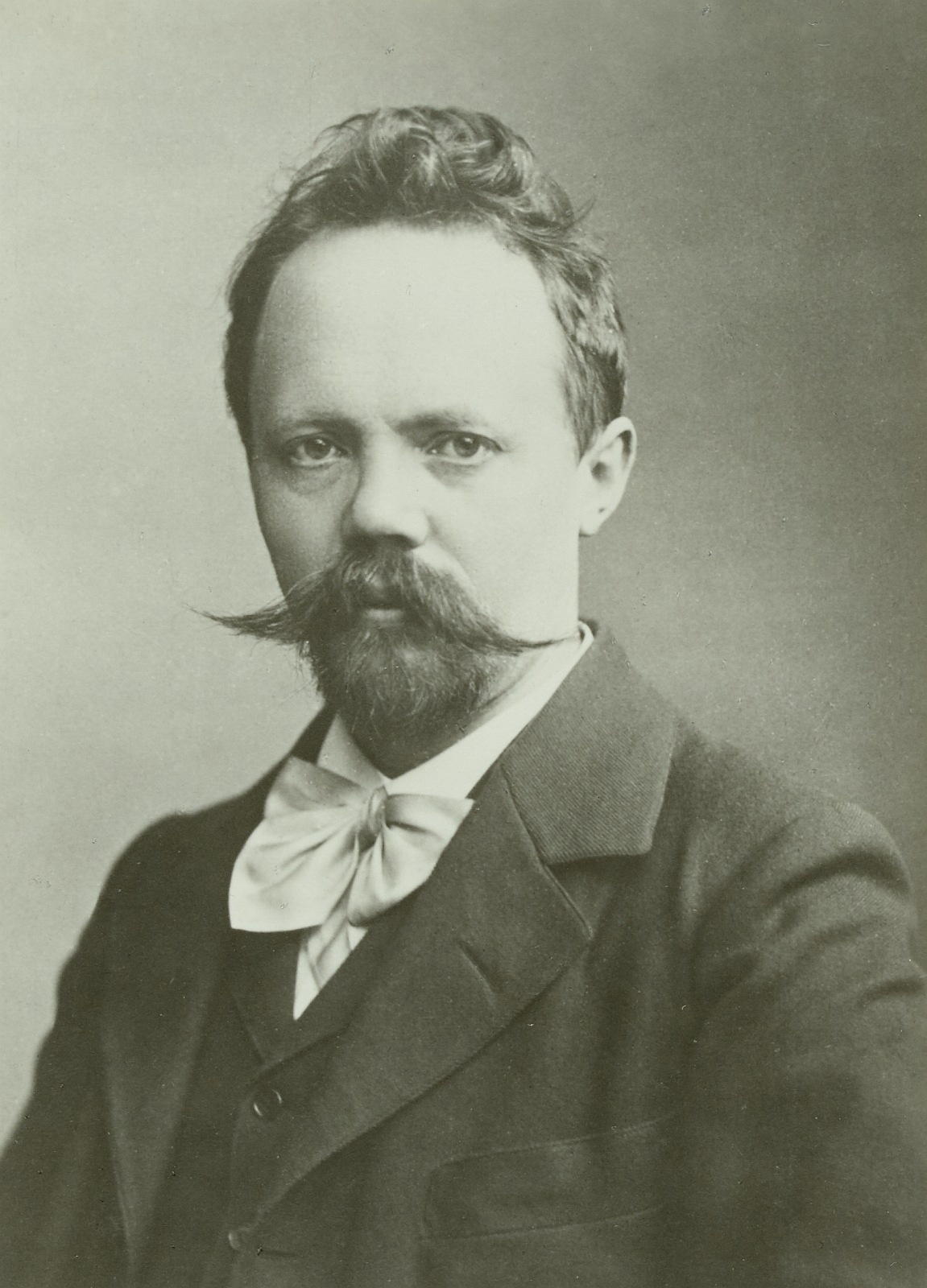
Engelbert Humperdinck

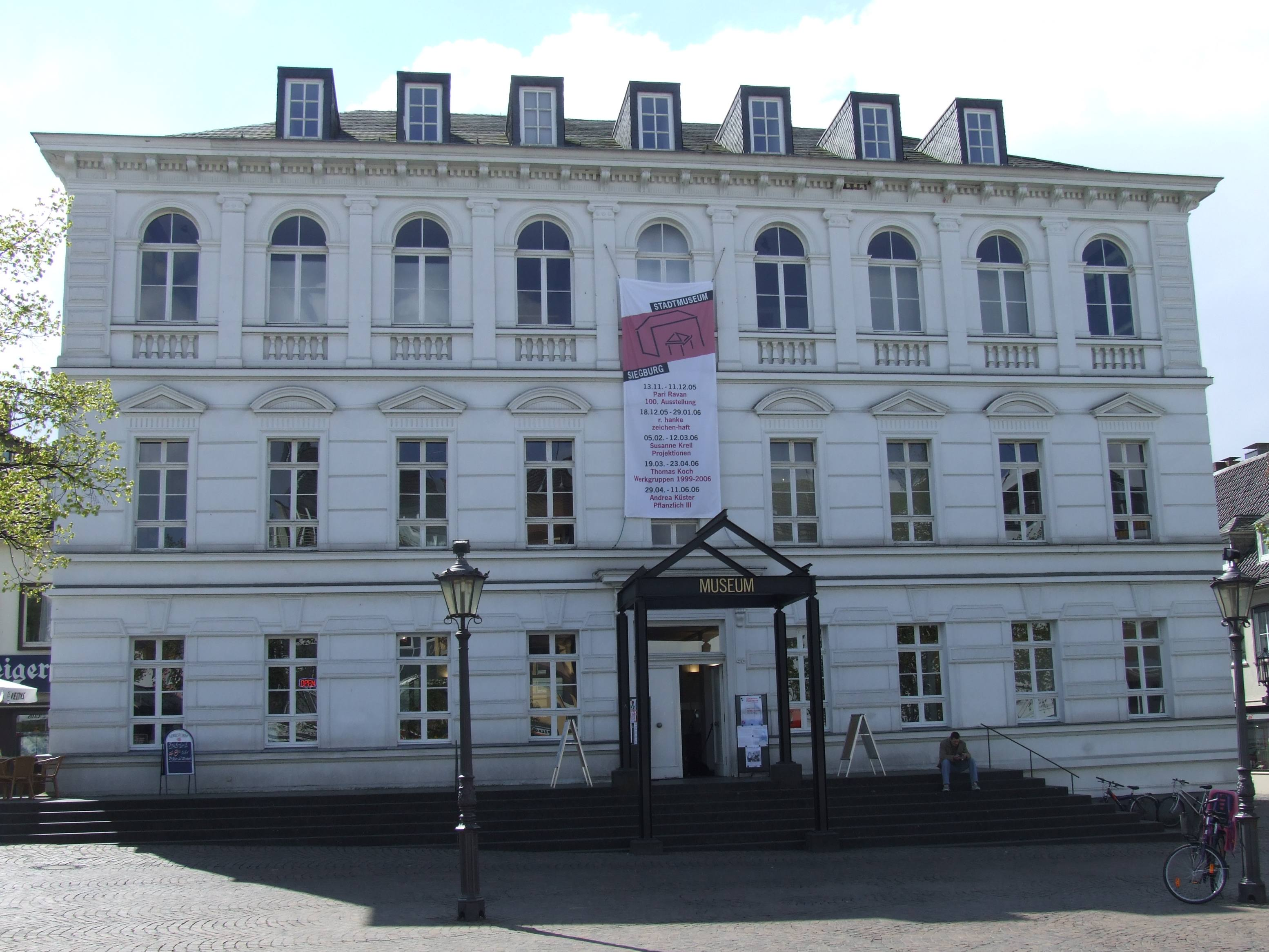
Geburtshaus von Humperdinck

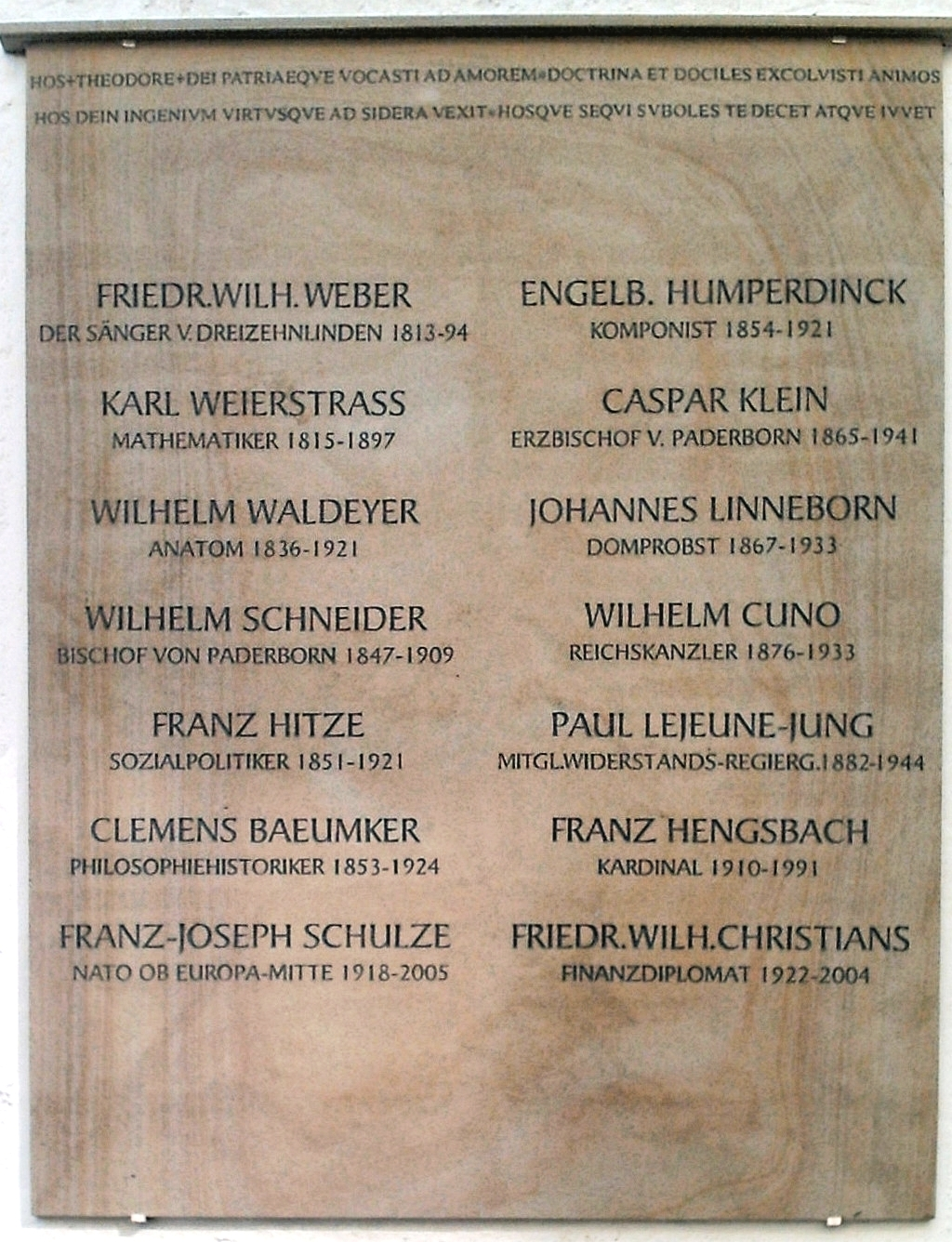
Engelbert Humperdinck ist auf der Ehrentafel ehemaliger Schüler des Gymnasiums Theodorianum in Paderborn genannt (rechte Seite, ganz oben).

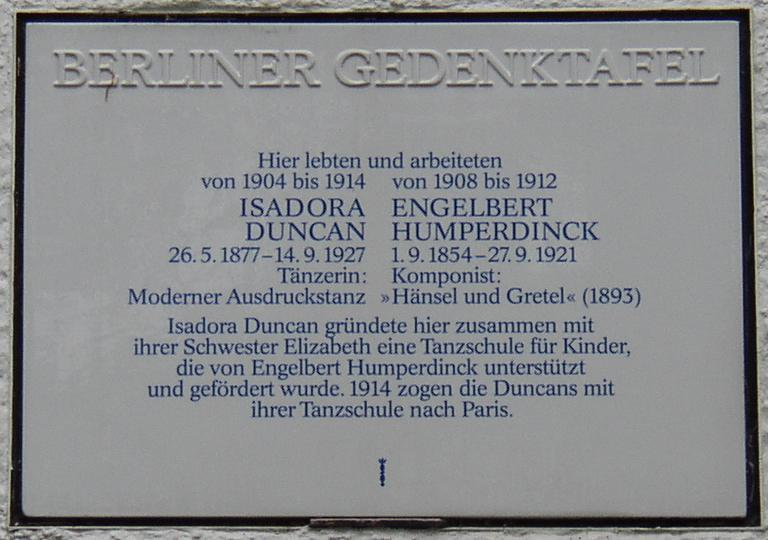
Berliner Gedenktafel in Berlin-Grunewald

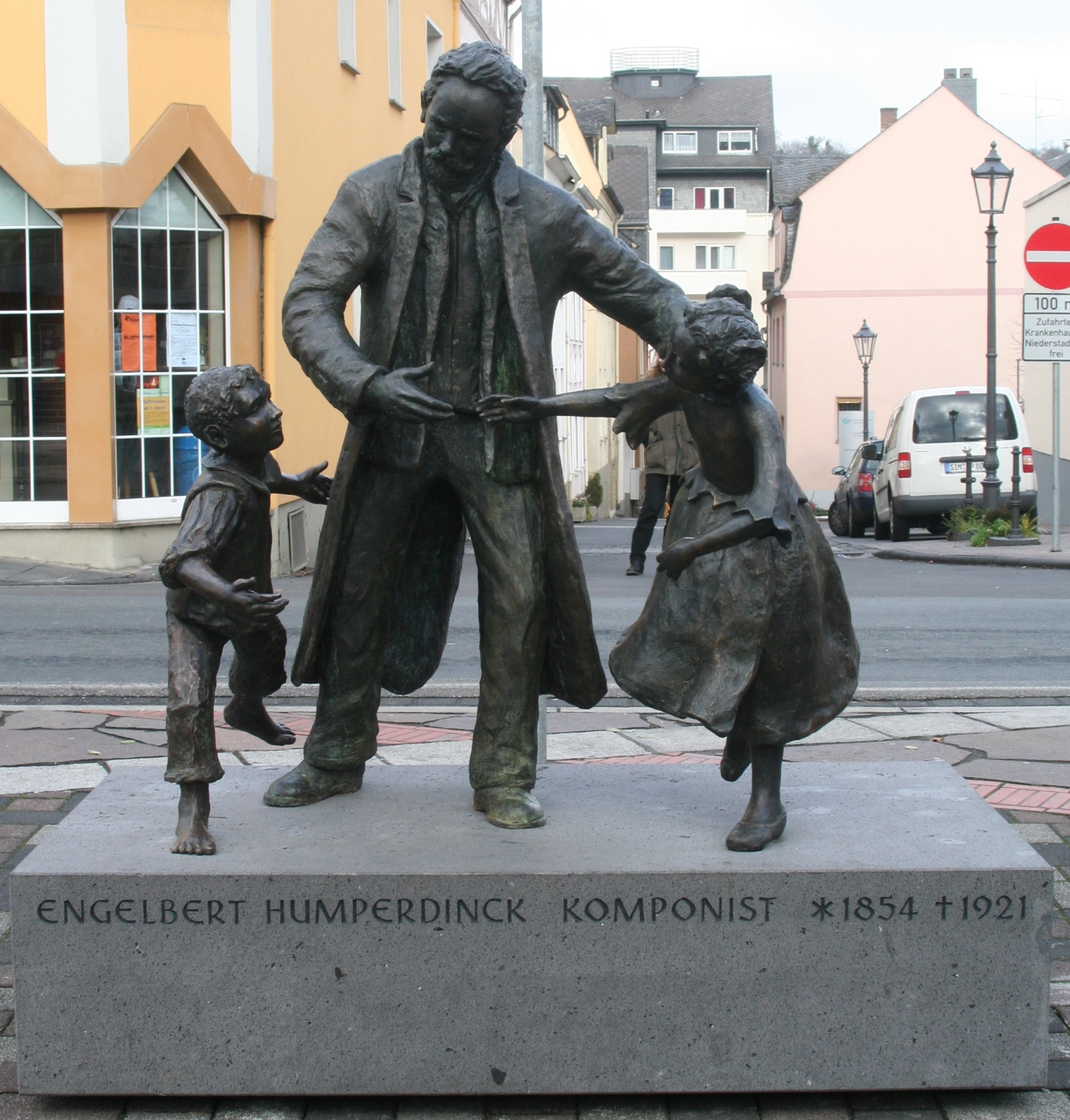
Plastikengruppe Engelbert Humperdinck mit Hänsel und Gretel auf dem Bürgermeister-Syree-Platz in Boppard von Jutta Reiss

Engelbert Humperdinck (* 1. September 1854 in Siegburg; † 27. September 1921 in Neustrelitz) war ein deutscher Komponist der Spätromantik. Er wurde vor allem durch seine Märchenoper Hänsel und Gretel bekannt.

## Leben

### Herkunft und Jugend
Humperdinck war der älteste Sohn des Siegburger Altphilologen und Gymnasiallehrers Gustav (Ferdinand) Humperdinck (1823–1902). Die Eltern seiner Mutter Gertrud (Helene Olivia) waren der Paderborner Domkantor Franz Xaver Hartmann und dessen aus dem tschechischen Musikantengeschlecht der Tichys stammende Ehefrau. Seine Mutter übte einen großen Einfluss auf die musikalische Entwicklung des jungen Engelbert aus. Dessen musikalische Begabung zeigte sich früh. Schon als Kind und als Jugendlicher verfasste er Kompositionen, die von der Mutter und den Schwestern aufgeführt wurden. Diese Werke sind später zum Großteil durch einen Dachstuhlbrand am 3. November 1874 verloren gegangen. Nur sehr wenige dieser frühen Arbeiten sind noch im Original überliefert, von manchen liegen spätere Abschriften seiner Schwester Adelheid vor. Als die frühesten erhaltenen Stücke sind hier ein Hochzeitsmarsch (Februar 1871, EHWV 8), den Humperdinck für seinen Onkel Franz Hartmann und dessen Frau komponierte, sowie das Werk Erinnerung (vom 20. September 1871) zu nennen, welches sich im Poesiealbum der Schwester Ernestine (1856–1873) befindet. Nach seinem Abitur 1871 begann er eine Bauzeichnerlehre im Büro des Kreisbaumeisters Court in Siegburg, denn Vater Gustav stand einer Berufsmusikerlaufbahn Engelberts skeptisch gegenüber. Mit Unterstützung der Mutter stellte sich Engelbert dennoch erfolgreich der Aufnahmeprüfung am Kölner Konservatorium. Nachdem er sein Abitur am Paderborner Gymnasium Theodorianum bestanden hatte, willigte schließlich auch der Vater in das Musikstudium des Sohnes ein.

### Studium
Ab 1872 studierte Humperdinck bei Ferdinand Hiller am Kölner Konservatorium. Seine zarte Konstitution und die Notwendigkeit, neben dem Studium Geld verdienen zu müssen, führten zu teilweise schweren Erkrankungen der Atmungsorgane. Diese suchten ihn auch später zusammen mit rheumatischen Beschwerden immer wieder heim. Seine Erkrankungen zwangen Humperdinck zeitweise, sein Studium zu unterbrechen. 1876 gewann er den Mozart-Preis der Stadt Frankfurt am Main, was ihn seiner finanziellen Sorgen enthob. 1877 ging er nach München und studierte bei Franz Lachner und Josef Rheinberger Kompositionslehre. Seine Lehrer standen der Musik von Richard Wagner kritisch bis ablehnend gegenüber. Auf Humperdinck jedoch machten einige Aufführungen Wagner’scher Opern so großen Eindruck, dass er sich einem Kreis von Wagner-Anhängern anschloss, der sich den Namen „Orden vom Gral“ gegeben hatte. 1879 gewann Humperdinck den Berliner Mendelssohn-Preis und schloss sein Studium in München ab.

### Humperdinck und Richard Wagner
Der Mendelssohn-Preis ermöglichte Humperdinck einen Aufenthalt in Italien. 1880 suchte er in Neapel Richard Wagner auf, der dort gerade mit seiner Familie residierte. Humperdinck wurde zunächst durch den Diener abgewiesen. Nach Abgabe seiner Karte, die er mit dem Zusatz „Mitglied des Ordens vom Gral“ versehen hatte, wurde er wieder zurückgerufen. Er genoss nach eigenen Angaben „unter den prüfenden Augen des Meisters“ eine für sein ganzes Leben folgenreiche Unterredung.
Wagner erkannte schnell die Begabung des jungen Mannes und schlug ihm vor, als sein Assistent nach Bayreuth zu kommen. Humperdinck arbeitete dort anderthalb Jahre (Januar 1881 bis Juli 1882) an den Vorarbeiten zur Uraufführung des Parsifal. Der Einfluss Wagners auf ihn war so groß, dass es lange Zeit benötigte, bis er wieder zu einem eigenen Stil fand. Der plötzliche Tod Wagners 1883 traf ihn tief. Den Bayreuther Festspielen blieb er weiterhin treu. Später unterrichtete er Wagners Sohn Siegfried in Kompositionslehre.

### Der Weg zum Opernkomponisten
Die folgenden Jahre waren eine Zeit der Unruhe. Eine Reise durch Spanien, die ihn bis nach Nordafrika führte, gab ihm die Anregung zu einer Maurischen Rhapsodie, die er aber erst viele Jahre später fertig komponierte. Die Folgezeit verging mit einer meist enttäuschenden Suche nach einer festen Stelle. Da er als „Wagnerianer“, also Anhänger Richard Wagners, galt, blieben ihm viele Türen verschlossen. Eine Tätigkeit als Kapellmeister des Kölner Stadttheaters endete mit seiner Entlassung „wegen allzu großer Gewissenhaftigkeit“. In seiner Not nahm er 1885 eine Stelle als musikalischer Gesellschafter beim betagten Industriellen Alfred Krupp an. Dadurch stand er zwar materiell glänzend da, als Künstler konnte die Tätigkeit ihn jedoch nicht befriedigen. Daher übernahm er noch im Spätherbst des gleichen Jahres eine Professur für Musiktheorie und Komposition am Konservatorium in Barcelona. Mit der dort herrschenden künstlerischen Ausrichtung und dem musikalischen Niveau konnte er sich allerdings nicht anfreunden und kehrte im Sommer 1886 nach Deutschland zurück. Dort erging es ihm mit einer dürftig dotierten Stelle am Kölner Konservatorium ähnlich. Daher gab er im Oktober 1888 diese Stelle auf. Tätigkeiten als Lektor des Musikverlags B. Schott’s Söhne in Mainz und als Musikkritiker bei der Bonner Zeitung gewährten ihm ein etwas sichereres Einkommen. Zwischendurch hielten ihn Auftragsarbeiten über Wasser. Ein Lichtblick waren erfolgreiche Aufführungen der von ihm als Chorwerk vertonten Ballade Heinrich Heines Die Wallfahrt nach Kevlaar.
Am 18. Mai 1892 heiratete Humperdinck Hedwig Taxer, die Tochter des Buchhändlers Robert Taxer. Aus dieser glücklich verlaufenden Ehe gingen ein Sohn und vier Töchter hervor, von denen eine allerdings schon als Säugling starb.
In dieser Zeit kam sein eigenes musikalisches Schaffen fast zum Erliegen. Seine kompositorische Tätigkeit beschränkte sich im Wesentlichen auf die Bearbeitung fremder und eigener früherer Werke. Es dauerte lange Zeit, bis er sich aus dem übermächtigen Einfluss Wagners befreien konnte.

„Seitdem ich zu Wagner nach Bayreuth gekommen bin, hat es mit der eigenen Produktion ein plötzliches Ende genommen. … Die Hauptsache ist, dass ich mich selbst wieder finde, nachdem ich mir nun Jahre entfremdet gewesen.“

Die Wende trat ein, nachdem er 1890 nach Frankfurt gezogen war, um dort als Dozent am Hoch’schen Konservatorium und als Opernreferent der Frankfurter Zeitung zu wirken. 1890 bat ihn seine Schwester Adelheid, die in Bonn mit dem Arzt Hermann Wette verheiratet war, die Musik zu den Liedern in einem von ihr verfassten Märchenspiel Hänsel und Gretel für Kinder zu schreiben („etwas recht Hübsches, Volkstümliches“). Humperdinck erledigte diesen Auftrag umgehend und zur vollen Zufriedenheit, jedoch ließ ihn der Stoff nicht mehr los. Er gestaltete das kleine Werk nach und nach zu einer Voll-Oper um. Die Uraufführung fand am 23. Dezember 1893 in Weimar unter der musikalischen Leitung von Richard Strauss statt. München, Karlsruhe und andere Theater folgten wenige Tage später. Hatten die Intendanten angesichts des völlig aus dem üblichen Rahmen fallenden Charakters der Oper mit nur wenigen Aufführungen gerechnet, so sahen sie sich bald eines Besseren belehrt. Der enorme Erfolg beim Publikum führte dazu, dass in den folgenden Monaten 50 Bühnen Hänsel und Gretel in ihr Programm aufnahmen. Seither gehört Hänsel und Gretel zu den meistgespielten Opern.
In die 1890er Jahre fällt auch die Begegnung mit Hugo Wolf. Humperdinck hatte die von Wolf vertonten Lieder Eduard Mörikes dem Schott-Verlag empfohlen. Daraus entwickelte sich eine enge Freundschaft, die mit der beginnenden geistigen Erkrankung Wolfs ein jähes Ende fand.

### Boppard und Berlin
Die Einnahmen aus seiner Erfolgsoper erlaubten es Humperdinck, 1897 seine Stelle in Frankfurt aufzugeben. Er erwarb im Rheinstädtchen Boppard ein großes Landhaus (das „Humperdinck-Schlösschen“) und widmete sich ganz dem Komponieren. Sein schöpferischer Elan war wiedergekehrt. In den folgenden Jahren entstanden zahlreiche Kompositionen der verschiedensten Genres – Lieder, Kammermusik, Orchesterwerke, Schauspielmusik und Opern.
Es war ihm ein Anliegen, einmal eine komische Oper zu schreiben – gewissermaßen als Gegengewicht zur damaligen Vorherrschaft des pathetischen Stils. Diesem Wunsch entsprechend verfasste seine Frau Hedwig in Anlehnung an das Lustspiel Les Demoiselles de Saint-Cyr des älteren Alexandre Dumas ein Libretto, das dann als Oper unter dem Titel Die Heirat wider Willen in Töne gesetzt wurde. Diese wurde 1905 anfangs mit großem Beifall aufgenommen, konnte sich aber nicht auf den Bühnen halten.
Ein zweiter Welterfolg war die Oper Königskinder. 1894 hatte ihn die Dichterin Elsa Bernstein-Porges (Künstlername Ernst Rosmer) gebeten, zu ihrem Märchenspiel Königskinder eine Bühnenmusik zu verfassen. Humperdinck war von dieser Dichtung so fasziniert, dass er vorschlug, eine komplette Oper zu komponieren. Dem widersetzte sich die Autorin, so dass Humperdinck drei Vorspiele komponierte und mehrere Szenen als sogenanntes gebundenes Melodram in Musik setzte. Hierfür erfand er eine eigene Sprechnotenschrift, die Tonhöhe und Rhythmus der Sprechstimme festlegt. Dies wurde von Arnold Schönberg in seinen Gurre-Liedern und Pierrot lunaire aufgegriffen. Lange Zeit schrieb man irrtümlich Schönberg die Urheberschaft an der Sprechnotenschrift zu. Sie ist aber Humperdincks Erfindung.
Trotz der Schwierigkeiten, die die Schauspieler mit den Sprechnoten hatten, und trotz sehr gegensätzlicher Kritik wurde das Melodram an 130 Bühnen aufgeführt, verschwand dann aber von den Spielplänen. Zehn Jahre später entschloss sich Humperdinck, nun mit dem Segen von Elsa Bernstein-Porges, die Königskinder zu einer Voll-Oper auszugestalten. Diese wurde am 28. Dezember 1910 an der Metropolitan Opera mit Geraldine Farrar und Hermann Jadlowker in den Hauptrollen uraufgeführt. Königskinder erntete triumphalen Beifall und wurde als „die wichtigste Oper seit Wagners Parsifal“ gefeiert.
Nach dem Zweiten Weltkrieg verschwand das Werk zunächst immer mehr von den Bühnen, ist heute aber wieder im Repertoire verankert. So gab es u. a. Aufführungen in München, Zürich, Neapel, Dresden, Chemnitz, Plauen, Graz, den Festspielen in Erl, in Gelsenkirchen und Frankfurt. Sogar die Melodramfassung wurde semiszenisch in Gießen und Siegburg aufgeführt.
Im November 1900 übersiedelte Humperdinck mit seiner Familie nach Berlin und übernahm dort die Leitung der Meisterschule für musikalische Komposition an der Königlichen Akademie der Künste. Hier komponierte er unter anderem Bühnenmusik für Max Reinhardt am Deutschen Theater – zum Beispiel zu Komödien von Shakespeare.

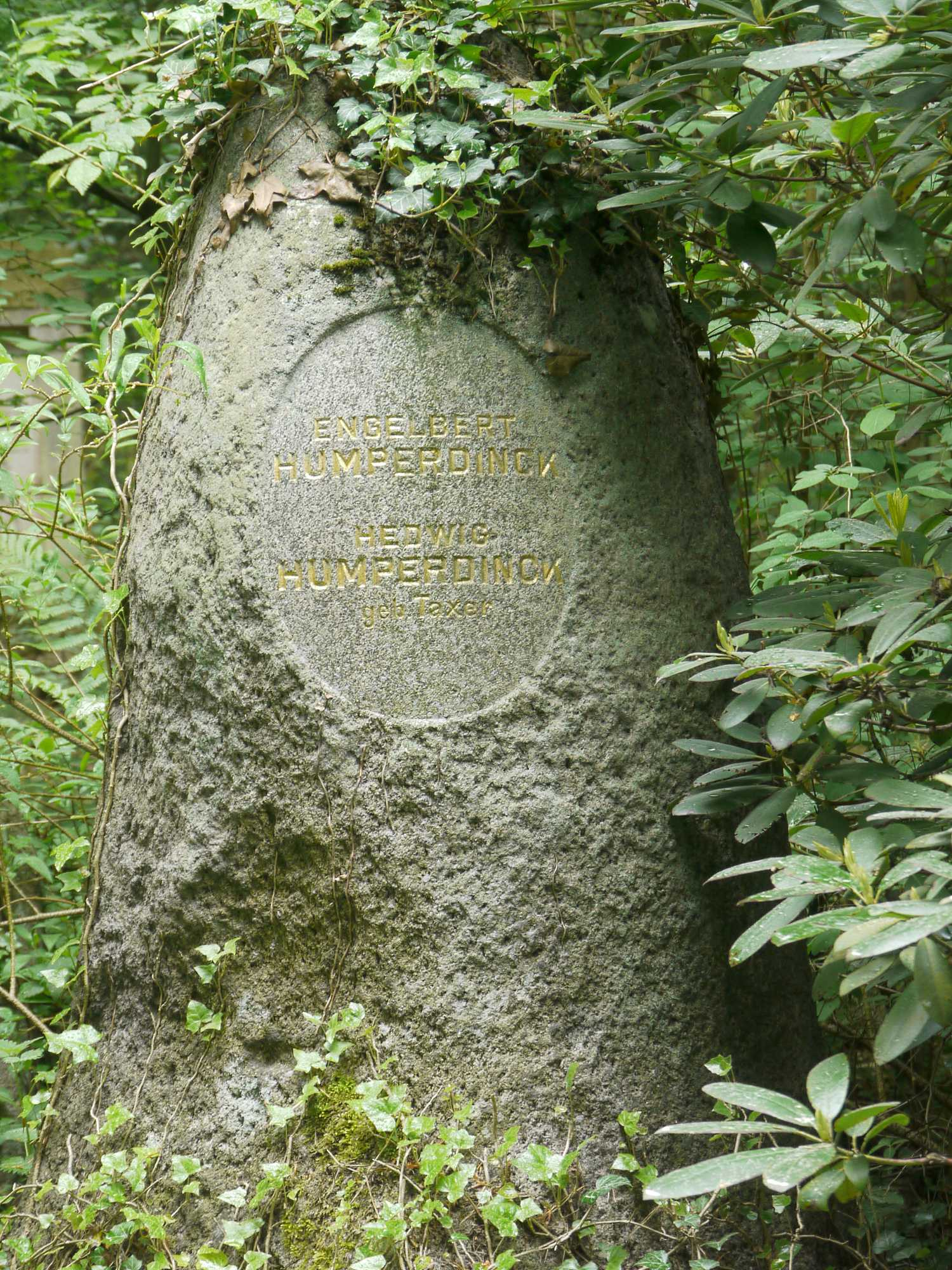
Das Grab Humperdincks und seiner Frau auf dem Südwestfriedhof Stahnsdorf bei Berlin. Block Erlöser. Feld 5

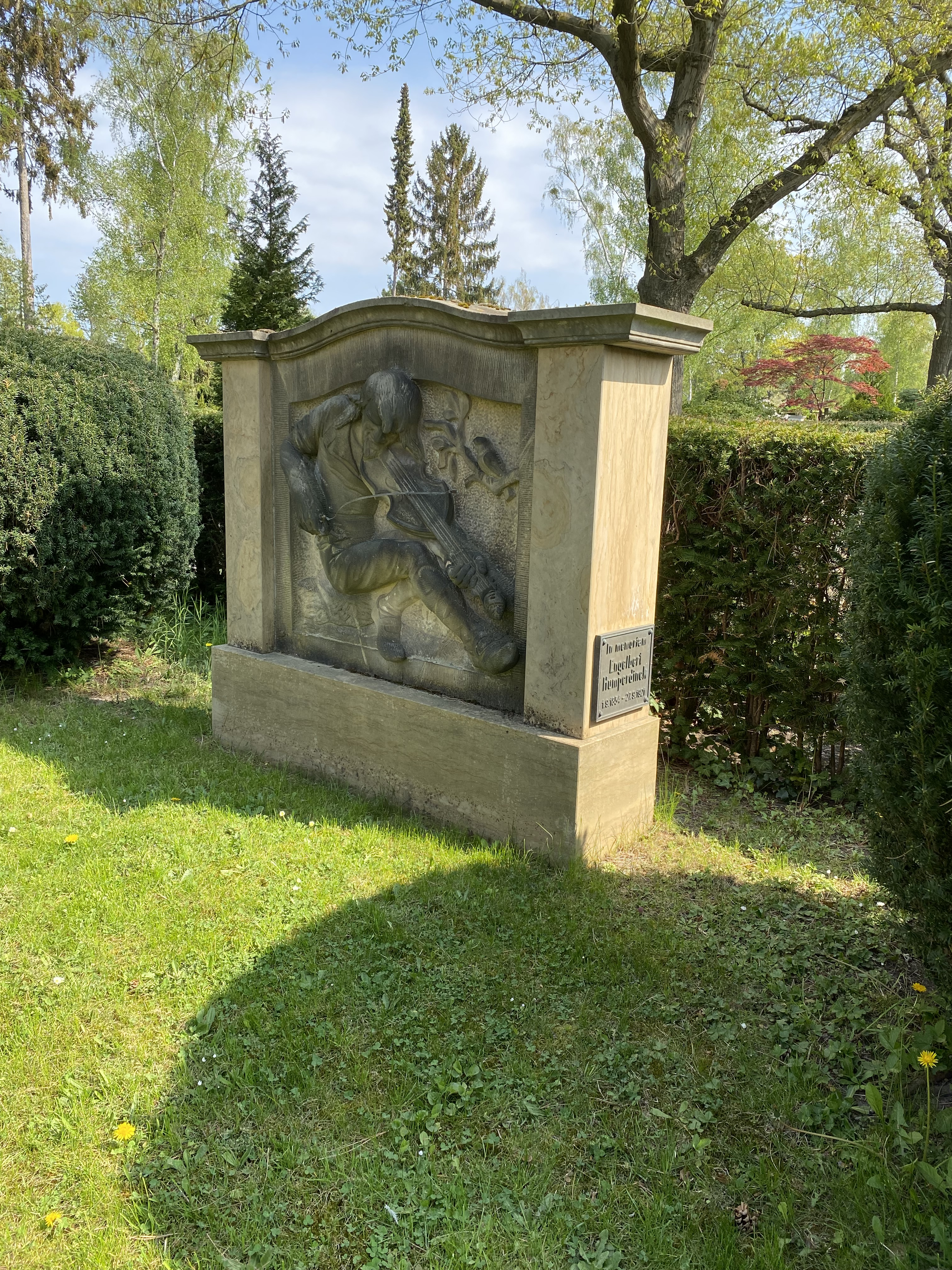
Gedenkstein auf dem Friedhof Zehlendorf

Die letzten Lebensjahre waren von Krankheit und Schicksalsschlägen überschattet. Im Dezember 1911 reiste er zur Uraufführung des von Max Reinhardt inszenierten und von ihm in Töne gesetzten Mysterienspiels Das Mirakel nach London. Hier erkrankte er schwer und erlitt nach seiner Rückkehr einen Schlaganfall, von dem er sich nie wieder vollständig erholte. 1916 starb seine Frau. Humperdinck starb am 27. September 1921 in Neustrelitz, wo sein Sohn Wolfram die Oper Der Freischütz inszenierte, an den Folgen eines zweiten Schlaganfalls. Er ist auf dem Südwestkirchhof Stahnsdorf bestattet. Sein Grab ist als Ehrengrab der Stadt Berlin gewidmet. Auf dem Friedhof Zehlendorf erinnert darüber hinaus in Feld 008 ein Gedenkstein an den Komponisten.

## Musikhistorische Einordnung
Zwei Wurzeln sind in Humperdincks Schaffen wirksam: Die traditionelle Konservatoriumsausbildung wurde zur Grundlage für eine virtuose Beherrschung des Kompositionshandwerks, die sich beispielsweise in der ungewöhnlich polyphonen Durchgestaltung sowie dem filigranen Orchestersatz seiner Werke zeigt und den großen Melodiker Humperdinck auch als Kontrapunktiker von Rang und Meister der Instrumentierungskunst ausweist. Der Einfluss des „Neudeutschen“ Richard Wagner ist vor allem in der Harmonik und den Klangfarben seines Orchesters erkennbar. Dabei hat Humperdinck die Grundlagen der traditionellen Harmonik und Formen nie verlassen oder zerstört und stand den avantgardistischen Bestrebungen des 20. Jahrhunderts, etwa eines Arnold Schönberg, ohne Verständnis gegenüber.
Im Grunde kann Humperdinck als ein „Wanderer zwischen den Welten“ gesehen werden: Noch während der konservativ-traditionellen Ausbildung bei Ferdinand Hiller und Josef Gabriel Rheinberger schloss er sich ästhetisch Richard Wagner, den „Neudeutschen“ und damit der damaligen Moderne an. In seinen späten Jahren hielt er, als seine jüngeren Zeitgenossen wie Schönberg oder Ferruccio Busoni, partiell sogar der junge Richard Strauss Wege in die freie oder Atonalität suchten und fanden, unbeirrt an der Basis der traditionellen Harmonik und Formen fest. Einmal wagte er es, die Lanze weit in die musikalische Zukunft zu werfen, mit seiner Konzeption des gebundenen Melodrams in der ersten Königskinder-Fassung, zuckte jedoch nach einiger Zeit davor wieder zurück und arbeitete die Königskinder zu einer traditionellen Oper um. Dennoch: Die zukunftweisende Melodramtechnik Humperdincks wurde später von Arnold Schönberg wieder aufgegriffen, und Humperdinck bewies mit ihr endgültig seine stilistische Unabhängigkeit von Wagner.
Ein wesentliches Merkmal von Humperdincks Komponieren ist die Volksnähe seiner Melodien, die maßgeblich zu dem großen Erfolg von Hänsel und Gretel beitrug, aber auch vielen seiner übrigen Werke ihren Stempel aufdrückte. Dabei war ihm eine Volkstümlichkeit im Sinne von Mozarts Zauberflöte oder Webers Freischütz stets Vorbild, mit ihr (und dem „Volksgut“ Märchen) fand er einen Weg, aus dem Schatten des übermächtigen Vorbildes Richard Wagner herauszutreten und einen Weg zur Komposition von Opern nach Wagner zu finden. Heute ist Hänsel und Gretel unverändert eine der international am häufigsten gespielten Opern. Begriffe wie Märchen, Weihnachten oder Wald sind durch dieses Werk weltweit untrennbar mit dem Namen Humperdinck verbunden.
Auch wenn Humperdinck mit seinen Märchenopern Hänsel und Gretel und Königskinder weltberühmt wurde, so war sein künstlerisches Ideal jedoch die komische Oper bzw. Spieloper, mit der er allerdings keinen nachhaltigen Erfolg hatte (Heirat wider Willen, Die Marketenderin, Gaudeamus). Humperdinck war als Lehrer hochgeschätzt; zu seinen Schülern gehörten Kurt Weill (1900–1950), Friedrich Hollaender (1896–1976) und Robert Stolz (1880–1975) – die jeweils eigene musikalische Wege gingen, Einflüsse von Volkstümlichkeit oder populären Musikformen zu verarbeiten.

## Das Volkslied in Humperdincks Werk
Humperdincks Musik weist immer wieder eine Nähe zum Volkslied auf. Mehrere von ihm komponierte Lieder haben ausgesprochen volksliedhaften Charakter. In seiner Oper Hänsel und Gretel verarbeitete er bestehende Volkslieder (Suse, liebe Suse, was raschelt im Stroh und Ein Männlein steht im Walde). Die Oper Königskinder erhält einen besonderen Reiz durch solche Weisen, die teils von einem Kinderchor, teils von einem kleinen Mädchen gesungen werden.
Humperdinck war auch als Bearbeiter von Volksliedern tätig – zunächst für das 1906 veröffentlichte Volksliederbuch für Männerchor, das sogenannte Kaiserliederbuch. 1909 und 1911 war er Herausgeber zweier Folgen von Sang und Klang fürs Kinderherz mit Illustrationen von Paul Hey.

## Ehrungen
Die Universität Berlin ernannte ihn zum Ehrendoktor und die Accademia Santa Cecilia in Rom zum Ehrenmitglied.
Am 9. September 2004 ehrte ihn die Deutsche Post AG anlässlich seines 150. Geburtstages mit einer eigenen Briefmarke zu 45 Eurocent (Michel Nr. 2420). Humperdincks Geburtsstadt Siegburg veranstaltete zu seinem 150. Geburtstag eine Festwoche mit Vorträgen und Konzerten sowie der Publikation einer wissenschaftlichen Festschrift über seine Oper Königskinder.
Der Hauptgürtelasteroid (9913) Humperdinck wurde nach dem Komponisten benannt.

## Politische Haltungen
1914 war Humperdinck einer der Unterzeichner des Manifest der 93. Das von 93 Wissenschaftlern, Künstlern und Intellektuellen unterzeichnete und international als Propaganda wahrgenommene Manifest richtet sich in erster Linie an die im Ersten Weltkrieg (noch) neutralen Staaten und bestreitet die Vorwürfe, welche die Kriegsgegner gegen Deutschland in Hinblick auf Übergriffe gegen die Zivilbevölkerung in Belgien erhoben.

## Werke

### Bühnenwerke
- Harziperes (1868; EHWV 3). Musikdrama. Libretto: ?
- Perla (1868; EHWV 4). Singspiel. Libretto: ?
- Claudine von Villa Bella (1868–1872; EHWV 5). Oper. Libretto: Johann Wolfgang von Goethe
- Fedelma (1883; EHWV 80). Opernfragment. Libretto: Ernst von Wolzogen
- Schneewittchen (1888; EHWV 9). Liederspiel. Libretto: Adelheid Wette (1858–1916)
- Hänsel und Gretel. Libretto: Adelheid und Hermann Wette
  - Liederspiel (1890; EHWV 93.1)
  - Singspiel (EHWV 93.2)
  - Märchenoper in 3 Bildern (1893; EHWV 93.3). UA 23. Dezember 1893 Weimar (Hoftheater; Dirigent: Richard Strauss)
- Die sieben Geislein (1895; EHWV 100). Singspiel in einem Akt. Libretto: Adelheid Wette. UA 19. Dezember 1895 Berlin
- Königskinder. Libretto: Elsa Bernstein (unter dem Pseudonym Ernst Rosmer)
  - Melodram in 3 Akten (1895–1897; EHWV 106.1). UA 23. Januar 1897 München
  - Märchenoper in 3 Akten (1908–1910; EHWV 106.2). UA 28. Dezember 1910 New York (Metropolitan Opera)
- Dornröschen (1902; EHWV 121). Märchenoper in 3 Akten. Libretto: Elisabeth Ebeling (1828–1905) und Bertha Filhés (1819-nach 1887). UA 12. November 1902 Frankfurt am Main (Opernhaus; Dirigent: Ludwig Rottenberg)
- Die Heirat wider Willen (1902–1905; EHWV 130). Komische Oper in 3 Akten. Libretto: Hedwig Humperdinck (nach Alexandre Dumas). UA 14. April 1905 Berlin (Hofoper)
- Bübchens Weihnachtstraum (1906; EHWV 136). Melodramatisches Krippenspiel. Libretto: Gustav Falke. UA 30. Dezember 1906 Berlin (Zirkus Busch)
- Die Marketenderin (1913; EHWV 155). Singspiel in 2 Aufzügen. Libretto: Robert Misch (1860–1929). UA 10. Mai 1914 Köln
- Gaudeamus (1915–1919; EHWV 162). Spieloper. Libretto: Robert Misch. UA 18. März 1919 Darmstadt

### Schauspielmusik
- zu Die Frösche von Aristophanes (1879–1881; EHWV 61; Fragment)
- zu Der Richter von Zalamea von Pedro Calderón de la Barca (EHWV 82). UA 19. November 1883 Köln
- zu Der Kaufmann von Venedig von William Shakespeare (1905; EHWV 133). UA 9. November 1905 Berlin
- zu Das Wintermärchen von William Shakespeare (1906/06; EHWV 135). UA 15. September 1906 Berlin
- zu Der Sturm von William Shakespeare (1906; EHWV 138). UA 26. Oktober 1906 Berlin
- zu Was ihr wollt von William Shakespeare (1907; EHWV 140). UA 17. Oktober 1907 Berlin
- zu Lysistrata von Aristophanes (1908; EHWV 141). UA 17. Februar 1908 Berlin
- zu Der blaue Vogel von Maurice Maeterlinck (1910; EHWV 150). UA 23. Dezember 1912 Berlin
- zu Das Wunder (The Miracle; 1911; EHWV 151). Mysterienpantomime in 2 Akten von Karl Gustav Vollmoeller und Max Reinhardt (nach Caesarius von Heisterbach und Maurice Maeterlinck). UA 23. Dezember 1911 London
- zu Christnacht 1914 (später Weihnachten im Schützengraben; EHWV 157). Volksstück (Einakter) von Ludwig Thoma

### Orchesterwerke
- Concert-Ouverture in D
- Ouvertüre Es-Dur (Fragment)
- Sommerabend auf dem Dorfe. Suite (Fragment)
- Tonbilder zu Schillers „Lied von der Glocke“
- Die Glocke von Siegburg
- Humoreske E-Dur (OCLC 50262800)
- Maurische Rhapsodie
- Shakespeare-Suiten Nr. 1 und Nr. 2

### Kammermusikwerke
- Streichquartett d-Moll
- Menuett Es-dur für Streichquartett
- Streichquartett e-Moll (Fragment)
- Sonate A-Dur für Violine und Klavier
- Streichquartettsatz c-Moll
- Streichquartettsatz C-Dur (Fragment)
- Klavierquintett G-Dur
- Klaviertrio G-Dur (Fragment)
- Notturno G-Dur für Violine und Klavier
- Salonstück a-Moll für Violoncello und Klavier (Skizze)
- Albumblatt für Violine und Klavier
- Streichquartett C-Dur
- Sonatine für vier Violinen (Fragment)

### Vokalkompositionen
- Die Wallfahrt nach Kevlaar (1878–1887). Chorballade. Text: Heinrich Heine
- Das Glück von Edenhall (1879–1883). Chorballade. Text: Ludwig Uhland
- Die Fischerin. Chorballade (Fragment). Text: Johann Wolfgang von Goethe
- zahlreiche Lieder mit Klavierbegleitung

### Bearbeitungen
- Daniel-François-Esprit Auber: Das eherne Pferd (französisch: Cheval de bronze), Märchen-Oper in drei Aufzügen, Libretto: Eugène Scribe, für die deutsche Bühne bearbeitet von Engelbert Humperdinck (OCLC 638246299)
- Richard Wagner: Parsifal, ein Bühnenweihfestspiel, Opernauszug, eingerichtet für Klavier zu vier Händen von Engelbert Humperdinck (OCLC 11735433)

## Schüler Engelbert Humperdincks
- Adolf Klages (1862–1946), Komponist, Klavierpädagoge
- Wilhelm Aletter (1867–1934), Komponist, Pianist
- Rainer Simons (1869–1934), Sänger, Regisseur
- Siegfried Wagner (1869–1930), Komponist, Dirigent, Regisseur
- Hermann Hans Wetzler (1870–1943), Komponist[19]
- Leo Blech (1871–1958), Komponist, Dirigent
- Oskar Fried (1871–1941), Komponist, Dirigent
- Fritz Zech (1875–1947), Komponist, Organist (1900–1905)
- Gustav Bumcke (1876–1963), Komponist
- Walter Niemann (1876–1953), Komponist, Musikschriftsteller
- Hans Jelmoli (1877–1936), Komponist, Pianist
- Cyril Scott (1879–1970), Komponist, Pianist
- Carl Schuricht (1880–1967), Komponist, Dirigent (1901–1903?)
- Clemens Schmalstich (1880–1960), Komponist, Dirigent
- Robert Stolz (1880–1975), Komponist, Dirigent
- Burchard Bulling (1881–1972), Komponist, Chordirigent
- Jan van Gilse (1881–1944), Komponist, Dirigent
- Emil Kühnel (1881–1971), Komponist, Dirigent
- Heinz Schwier (1881–1956), Komponist, Dirigent
- Franz Kauf (1883–1945), Komponist, Dirigent und Musikdirektor
- Charles Tomlinson Griffes (1884–1920), Komponist (19??–1907)
- Friedrich Frischenschlager (1885–1970)
- Oskar Hagen (1888–1957), Kunst- und Musikhistoriker
- Manfred Gurlitt (1890–1972), Komponist, Dirigent
- Andrés Isasi (1890–1940), Komponist
- Karl Alwin (1891–1945), Dirigent
- Siegfried Kuhn (1893–1915), Komponist
- Friedrich Hollaender (1896–1976), Komponist, Pianist
- Leo Spies (1899–1965), Komponist, Dirigent
- Kurt Weill (1900–1950), Komponist